# Adler Standard 6
Adler Standard 6 был самым главным экспонатом среди новичков на Берлинском автосалоне, проходившем в октябре 1926 года. Это был «Лимузин» (седан) с шестицилиндровым двигателем, построенным во Франкфурте компанией Адлер. Другие варианты кузова были доступны у производителей партнеров. Выпуск модели продолжался до 1934 года.
Standard 6 делил свою колесную базу с менее дорогим четырёхцилиндровым Adler Favorit, появившимся в начале 1929 года. Standard 6 также во многих отношениях был прототипом более длинного, и более мощного Adler Standard 8 имеющий восьмицилиндровый двигатель, который появился в 1928 году.

## В духе Chrysler
Базовая архитектура автомобиля с его жёсткими осями, высоким кузовом и независимым шасси была по сути скопирована с моделей Chrysler того времени. Одним из результатов этого стало то, что Adler Standard 6 стал первым серийным немецким автомобилем, способным эффективно конкурировать с Chrysler, который в 1920-х годах сильно опережали отечественных автопроизводителей Германии в этом классе. Тормоза работали на всех четырёх колесах и имели гидравлическое управление, что, опять же, доказывало о американском влиянии на Габриэля Беккера, дизайнера автомобиля из Берлина.
По словам Освальда, Беккер также импортировал не пользующиеся спросом автомобили североамериканской автомобильной промышленности, рулевой механизм и используемые в первых моделях, двигатели, которые прослужили всего около 17 000 км (11 500 миль). Технические специалисты Адлер поработали над первыми проблемами, и вскоре Adler Standard 6 стал самым популярным у немецкого высшего среднего класса и у водителей такси.

## Эволюция

### 6N
После показа в автосалоне в октябре 1926 года, серийное производство Adler Standard 6N 10/45 (1927—1930) началось в начале 1927 года.
Шестицилиндровый двигатель с боковым расположением клапанов и объёмом 2540 куб.см приводил в движение задние колеса через трехступенчатую коробку передач и обеспечивал заявленную максимальную мощность 45 л. с. (33 кВт) при 3000 об / мин. Цифры 10/45 в названии автомобиля означают налоговую мощность (на которой основывался налог на автомобили до 1928 года) и фактическую мощность в лошадиных силах (высчитанную с применением стандартной немецкой формулы).
Автомобиль предлагался со стандартной колесной базой 2840 мм (112 дюймов) или более длинной колесной базой на 3140 мм (124 дюйма). Стандартный 6N с укороченной колесной базой оставался моделью базового уровня до 1930 года, когда как более длинная версия с двигателем от 6N выпускалась до конца 1928 года. Стандартный кузов был сделан из стали, которая в то время была обычным явлением. для автомобилей из Северной Америки, но все ещё необычной для Европы.
К 1930 году Adler произвел 6 533 своих Standard 6N.

### 6A и 6S
К концу 1928 года в модельный ряд были добавлены модели Standard 6A 12/50 (1928—1933) и 6S 12/50 (1928—1934). Они по-прежнему имели рядные шестицилиндровые двигатели, но диаметр цилиндра был увеличен, в результате чего, общий объём двигателя возрос до 2916 см³. Заявленная максимальная мощность двигателя объёмом 2916 куб.см составляла 60 л. с. (44 кВт). Помимо диаметра цилиндра, двигатель мало чем изменился по сравнению с двигателем объёмом 2540 см³ стоявший на Standard 6N, но степень сжатия была немного увеличена, и во время производственного цикла, карбюратор Stromberg U1 заменил карбюратор Pallas SAD 3, который первоначально был перенесен с 6N.

### 6 (3U)
Модернизированный Standard 6 (3U) (1933—1934) показали на Берлинском автосалоне в феврале 1933 года. Имел шестицилиндровый двигатель с боковым расположением клапанов объёмом 2916 куб. Рама кузова и независимая подвеска спереди, были как у Adler Favorit с меньшим двигателем, появившегося в том же году. Кроме того, внимание было сосредоточено на новой четырёх ступенчатой коробке передач ZF и стандартном, полностью стальном корпусе, который, как и раньше, изготавливался в Ambi-Budd в Шпандау районе Берлина.
400 таких автомобилей были построены до того, как название модели было заменено на Adler Diplomat, вышедшая годом позже с новым двигателем, а с 1935 года, с новым кузовом. Смена названия стала необходимой после серии запусков новых моделей в немецкой автомобильной промышленности в начале 1930-х гг., В результате чего название «Standard», значение которого на немецком языке не отличается от его значения на английском языке, стало непривлекательным в современном мире.

## Дизайн
Братья Клейеры, сыновья основателя Адлера Генриха Клейера, были друзьями архитектора Вальтера Гропиуса, чье движение Баухауз вызывало большой интерес среди общественности. Гропиус разработал совершенно новый кузов для Adler Standard, который был показан на Парижском автосалоне в октябре 1930 года, а несколько месяцев спустя — на Берлинском автосалоне. Автомобили привлекли много внимания и отзывов, но очень мало серьёзных покупателей. Насколько известно, 3 седана Adler Standard, спроектированные Гропиусом, были построены производителем кузовов Neuss, а ещё 3 кабриолета были построены производителем кузовов Karmann. Предприятие Gropius в области автомобильного дизайна, было исторически интересно, но не имело коммерческого значения.
Подобные проекты имели место во Франции, где примерно в то же время Ле Корбюзье предпринял аналогичное действия для автопроизводителя Voisin, который столкнулся с таким же вялым потребительским спросом в обмен на свои усилия.

## Мировое кругосветное путешествие
Между 1927 и 1929 годами гонщик Клереноре Стиннес, уроженец Мюльхайма, за рулем Adler Standard 6 совершил первое зарегистрированное успешное кругосветное путешествие.